# Charles F. Booher

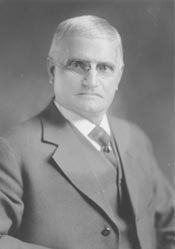
Charles F. Booher

Charles Ferris Booher (* 31. Januar 1848 bei East Groveland, Livingston County, New York; † 21. Januar 1921 in Savannah, Missouri) war ein US-amerikanischer Politiker. Im Jahr 1889 sowie zwischen 1907 und 1921 vertrat er den Bundesstaat Missouri im US-Repräsentantenhaus.

## Werdegang
Charles Booher besuchte die öffentlichen Schulen seiner Heimat und die Geneseo Academy. Danach unterrichtete er für einige Zeit selbst als Lehrer. Nach einem anschließenden Jurastudium und seiner 1871 erfolgten Zulassung als Rechtsanwalt begann er in Rochester (Missouri) in diesem Beruf zu arbeiten. Im Jahr 1875 zog er nach Savannah, wo er bis 1877 als Bezirksstaatsanwalt im dortigen Andrew County fungierte. Dieses Amt bekleidete er zwischen 1883 und 1885 noch einmal. Dazwischen praktizierte er als Rechtsanwalt. In dieser Zeit stieg Booher auch in das Kreditgeschäft sowie die Immobilienbranche ein. Gleichzeitig schlug er als Mitglied der Demokratischen Partei eine politische Laufbahn ein. Zwischen 1886 und 1890 war er Bürgermeister von Savannah.
Nach dem Tod des Kongressabgeordneten James Nelson Burnes wurde Booher bei der fälligen Nachwahl für den vierten Sitz von Missouri als dessen Nachfolger in das US-Repräsentantenhaus in Washington, D.C. gewählt. Dort beendete er zwischen dem 19. Februar und dem 3. März 1889 die angebrochene Legislaturperiode seines Vorgängers. Bei den regulären Kongresswahlen des Jahres 1888 kandidierte er nicht mehr. In der Folge widmete sich Booher seinen privaten Geschäften.
Bei den Kongresswahlen des Jahres 1906 wurde er dann erneut im vierten Distrikt von Missouri in das US-Repräsentantenhaus gewählt, wo er am 4. März 1907 die Nachfolge von Frank B. Fulkerson antrat. Nach sechs Wiederwahlen konnte er bis zu seinem Tod am 21. Januar 1921 im Kongress verbleiben. In diese Zeit fielen unter anderem der Erste Weltkrieg sowie die Ratifizierung des 16., des 17., des 18. und des 19. Verfassungszusatzes.
Im Jahr 1920 verzichtete Charles Booher auf eine erneute Kandidatur. Er starb noch vor Ablauf seiner letzten Legislaturperiode.